# توگوی
توگوی (انگلیسی: Togüí) نام یک منطقه مسکونی در کلمبیا است.